# Identicon

Un esempio di identicon

Un identicon è una rappresentazione grafica dell'hash di una informazione associata ad un utente, come l'indirizzo IP, che viene usata come avatar per identificare visivamente lo stesso utente senza comprometterne la privacy. L'algoritmo originale di identicon generava una immagine composta da nove blocchi, ma la dimensione è stata estesa in altre implementazioni di terze parti.
Il concetto è stato ideato da Don Park il 18 gennaio 2007. Con le sue parole:
(Don Park)
L'implementazione originale è in Java, e sono state create applicazioni simili in seguito. Un impiego tipico è l'uso come avatar nei commenti su wiki e blog per identificare gli utenti non registrati, permettendo anche di distinguere un secondo utente che utilizza lo stesso nome per commentare. Nel 2013 sono stati introdotti degli identicon 5x5 come avatar predefiniti su GitHub.